# Jakub Kaczmarek
Jakub Kaczmarek (Kalisz, 27 settembre 1993) è un ciclista su strada polacco che corre per il team Mazowsze Serce Polski.

## Palmarès

### Strada
- 2020 (Mazowsze Serce Polski, quattro vittorie)

2ª tappa Tour of Szeklerland (Miercurea Ciuc > Miercurea Ciuc)
Classifica generale Tour of Szeklerland
2ª tappa Belgrado-Banja Luka (Bijeljina > Vlasenica)
Classifica generale Belgrado-Banja Luka
- 2021 (HRE Mazowsze Serce Polski, due vittorie)

3ª tappa CCC Tour-Grody Piastowskie (Jawor > Jawor)
Classifica generale Turul României
- 2022 (HRE Mazowsze Serce Polski, due vittorie)

3ª tappa Belgrado-Banja Luka (Bijeljina > Vlasenica)
Classifica generale Belgrado-Banja Luka
- 2025 (Mazowsze Serce Polski, una vittoria)

2ª tappa Tour de Guadeloupe (Sainte-Anne > Trois-Rivières)

#### Altri successi
- 2020 (Mazowsze Serce Polski)

Classifica scalatori Tour of Szeklerland
Classifica traguardi volanti Tour de Serbie
- 2022 (HRE Mazowsze Serce Polski)

1ª tappa Belgrado-Banja Luka (Belgrado, cronosquadre)
- 2024 (Mazowsze Serce Polski)

3ª tappa Tour de Kurpie (Kurpiowska Kraina, cronosquadre)
Puchar Ziemi Wieluńskiej w kolarstwie szosowym

## Piazzamenti

### Competizioni mondiali
- Campionati del mondo

Richmond 2015 - In linea Under-23: 18º

### Competizioni europee
- Campionati europei

Nyon 2014 - In linea Under-23: ritirato
Tartu 2015 - In linea Under-23: 26º
Trento 2021 - In linea Elite: ritirato
Monaco di Baviera 2022 - In linea Elite: 39º